# Назарій (Лавриненко)
Єпископ Назарій (у миру Микола Олексійович Лавриненко; нар.. 11 серпня 1952, село Івківці, Чигиринського району, Черкаської області, Українська РСР) — єпископ Російської православної церкви, єпископ Кронштадтський, вікарій Санкт-Петербурзької єпархії Роісйської Федерації.
Намісник Олександро-Невської лаври, благочинний монастирів і монастирських дворів Санкт-Петербурзької єпархії.

## Біографія
Микола Лавриненко народився у 1952 році в селі Івківці на Черкащині в багатодітній родині. У 1974 році він закінчив Кримський сільськогосподарський інститут. У 1974 — 1975 роках служив у групі Радянських військ у Німеччині.
З 1978 року працював у Центральному республіканському ботанічному саду Академії наук Української РСР на посаді старшого інженера.
У 1982 році вступив до Ленінградської духовної семінарії. У 1985 році був пострижений у чернецтво, 3 березня висвячений у ієродиякона, а 19 серпня — у ієромонаха.
З березня 1986 року ніс послух у Свято-Троїцькому соборі Олександро-Невської лаври. З листопада 1987 року ― настоятель Спасо-Преображенського собору міста Виборга.
У 1988 році закінчив Ленінградську духовну академію; в тому ж році возведений у сан ігумена. З 1 січня 1990 року ― настоятель подвір'я Казанської ікони Божої Матері Валаамського Спасо-Преображенського монастиря в Ленінграді. У 1990 — 2009 роках ― член Єпархіальної ради Санкт-Петербурзької єпархії.
В лютому 1991 року в Олександро-Невській лаврі возведений у сан архімандрита і призначений настоятелем Коневського Різдво-Богородичного монастиря. У 1996 році призначений благочинним монастирів і подвір'їв Санкт-Петербурзької єпархії.
27 грудня 1996 року Микола Лавриненко призначений виконуючим обов'язки намісника Свято-Троїцької Олександро-Невської лаври. 17 квітня 1997 року рішенням Священного синоду затверджений на посаді намісника Свято-Троїцької Олександро-Невської лаври; одночасно до 19 липня 1999 року виконував обов'язки настоятеля Коневского монастиря.

### Архієрей
27 травня 2009 року Священний синод обрав архімандрита Назарія єпископом Виборзьким, вікарієм Санкт-Петербурзької єпархії. У той же день в домовому храмі на честь святих отців семи Вселенських Соборів історичної будівлі Святішого Правлячого Синоду в Санкт-Петербурзі Патріарх Московський і всієї Русі Кирил очолив чин наречення архімандрита Назарія в єпископа Виборзького.
28 травня 2009 року, у свято Вознесіння Господнього, за Божественною літургією в Троїцькому соборі Олександро-Невської лаври Святіший Патріарх Кирил очолив хіротонію архімандрита Назарія (Лавриненко) на єпископа Виборзького, вікарія Санкт-Петербурзької єпархії. Йому співслужили: митрополити Київський і всієї України Володимир (Сабодан), Санкт-Петербурзький і Ладозький Володимир (Котляров), Мінський і Слуцький Філарет (Вахромєєв), Крутицький і Коломенський Ювеналій (Поярков), Кишинівський і всієї Молдови Володимир (Кантарян), Єкатеринодарський і Кубанський Ісидор (Кириченко), Тульський і Бельовський Олексій (Кутєпов), Донецький і Маріупольський Іларіон (Шукало), архієпископи архиєпископ Волоколамський Іларіон (Алфєєв), Берлінський і Германський Феофан (Галінський), Саранський і Мордовський Варсонофій (Судаков), Владивостоцький і Приморський Веніамін (Пушкар); єпископи Гатчинський Амвросій (Єрмаков), Петергофський Маркелл (Вітрів), Солнєчногорський Сергій (Чашин), Переяслав-Хмельницький Олександр (Драбинко).
23 листопада 2010 року Микола Лавриненко призначений головою єпархіального суду.
Рішенням Священного Синоду від 12 березня 2013 року визначено преосвященному єпископу Виборзького Назарію мати титул «Кронштадтський».

## Нагороди

### Церковні
- Орден преподобного Сергія Радонезького III ступеня
- Орден святого преподобного Серафима Саровського III ступеня
- Орден преподобного Андрія Рубльова III ступеня
- Орден Святого Агнця I ступеня (Православна церква Фінляндії)

### Світські
- Медаль Нахімова
- Ювілейна медаль «300 років Російському флоту»
- Медаль «В пам'ять 300-річчя Санкт-Петербурга»
- Медаль «300 років Балтійського флоту» (відомча медаль Міністерства оборони Російської Федерації)
- медаль «70 років Північному флоту» (відомча медаль Міністерства оборони Російської Федерації)
- медаль «100 років підводного флоту»